# Simone Frost
Simone Frost (Berlijn, 22 april 1958 - aldaar, 14 oktober 2009) was een Duits actrice.
Als kind was Frost actief in het Berliner Ensemble, waar zij op het einde van de jaren 1960 ontdekt werd door Manfred Karge en Matthias Langhoff voor de hoofdrol in de tv-film Die Gesichte der Simone Machard, naar het gelijknamige werk van Bertolt Brecht. Later volgde zij toneelonderricht aan de Hogeschool voor toneelkunst Ernst Busch in Berlijn. Daarnaast volgde zij nog toneellessen bij Doris Thalmer. Vervolgens werd zij actief bij het Berliner Ensemble, maar trad ook parallel op in film- en televisiewerk voor de Oost-Duitse filmstudio's en vooral voor de DDR-tv. Vanaf de jaren 1990 stond de actrice regelmatig op de planken in het Berlijnse "theater 89" en bleef zij ook televisiewerk doen, zoals in de serie Schloss Einstein.
Frost overleed in oktober 2009 aan kanker.

## Filmografie (selectie)
- 1968: Die Gesichte der Simone Machard (televisiebewerking van het literaire ontwerp van Bertolt Brecht naar de roman Simone van Lion Feuchtwanger)
- 1975: Die Wildente (theateropname)
- 1976: Die Leiden des jungen Werthers
- 1976: Aschenbrödel
- 1978: Alles im Lot, alles im Eimer
- 1979: Stine (televisiefilm)
- 1980: Chirurgus Johann Paul Schroth – Eine Geschichte aus den Anfängen der Charité
- 1980: Unser Mann ist König (televisieserie)
- 1981: Unser kurzes Leben (DEFA-film geïnspireerd op de roman Franziska Linkerhand van Brigitte Reimann, Regie: Lothar Warneke)
- 1984: Hälfte des Lebens
- 1984: Die Poggenpuhls (televisiefilm)
- 1985: Franziska
- 1985: Ab heute erwachsen
- 1989: Großer Frieden (theateropname)
- 1998–2007: Schloss Einstein, als zuster Sybille Seiffert
- 2003: Rosa Roth – Das leise Sterben der Kolibri
- 2003: Sochi

- 2006: Polizeiruf 110: Kleine Frau
- 2008: Wege zum Glück

## Theater
- 1977: Bertolt Brecht naar Jakob Michael Reinhold Lenz: Der Hofmeister (Gustchen) – Regie: Peter Kupke (Berliner Ensemble)
- 1978: Bertolt Brecht: Leben des Galilei (Virginia) – Regie: Manfred Wekwerth/Joachim Tenschert (Berliner Ensemble)
- 1979: Volker Braun: Großer Frieden – Regie: Manfred Wekwerth/Joachim Tenschert (Berliner Ensemble)
- 1980: Volker Braun: Simplex deutsch – Regie: Piet Drescher (Berliner Ensemble – Probebühne)
- 1980: Bertolt Brecht: Die Ausnahme und die Regel (vrouw van de Kuli) – Regie: Carlos Medina (Berliner Ensemble)
- 1981: Antoine de Saint-Exupéry: Der kleine Prinz – Regie: Carlos Medina (Berliner Ensemble)
- 1983: Bertolt Brecht: Trommeln in der Nacht (prostituee) – Regie: Christoph Schroth (Berliner Ensemble)
- 1984: Peter Weiss: Der neue Prozess (Leni) – Regie: Axel Richter (Berliner Ensemble)
- 1991: Bertolt Brecht: Schweyk im Zweiten Weltkrieg – Regie: Manfred Wekwerth (Berliner Ensemble)

## Hoorspielen
- 1978: Ingrid Hahnfeld: Vom Aberheiner – Regie: Achim Scholz (kinderhoorspel – Rundfunk der DDR)
- 1980: Hans Christian Andersen: Däumelinchen (Däumelinchen) – Regie: Gisela Pietsch (kinderhoorspel – Rundfunk der DDR)
- 1983: Lion Feuchtwanger: Erfolg (Anni) – Regie: Werner Grunow (hoorspel – Rundfunk der DDR)
- 1984: Walter Stranka: Khalid und die Königin von Saba – Regie: Manfred Täubert (kinderhoorspel – Rundfunk der DDR)
- 1985: Jacob Grimm/Wilhelm Grimm: Die Nixe (Ursula) – Regie: Manfred Täubert (kinderhoorspel – Rundfunk der DDR)
- 1987: Wilhelm Raabe: Die Chronik der Sperlingsgasse (Marie) – Regie: Manfred Täubert (hoorspel (2 delen) – Rundfunk der DDR)